# Брента дел'Аба (Падова)
Брента дел'Аба је насеље у Италији у округу Падова, региону Венето.
Према процени из 2011. у насељу је живело 248 становника. Насеље се налази на надморској висини од 1 м.